# Студеницький замок
Студеницький замок - фортифікаційна споруда, що розташовувалась у м. Студениця (нині село Кам'янець-Подільського району Хмельницької області).

## Географія
Замок був розташований на підвищенні у східній частині села неподалік від впадіння Студениці в Дністер, а скелясті, на зразок стін, гори оточували замок з трьох сторін. Знаходячись між горою Горохова на півночі та горою Біла на сході.

## Історія
Вперше містечко Студениця згадується 1388 р., коли  Костянтин і Федор Коріятовичі грамотою надали наміснику Петру Немирі Бакоту, Студеницю та інші містечка.
Після спустошення в XV ст., і на поч. XVI ст., забудована знову приблизно в кінці XVI ст. Студениця, в XVII ст. стає великим містечком, що мало замок для захисту.
22 жовтня 1633 року турецьке військо Абази-паші взяло містечко в облогу і зруйнувало замок.
У рішенні сейму 1635 р. було відзначено укріплення містечка, що може свідчити про те, що руїни замку було відновлено.
За дослідженнями Іона Винокура фортеця у Студенці була зведена в XVII ст. і разом із містечком та навколишніми землями, належала польським магнатам Потоцьким.
Експедиція Романа Юри
1969 року загін Середньодністровської експедиції під керівництвом Романа Юри, яка досліджувала залишки замку, виявили, що споруда знаходилась на незначному підвищенні у східній частині села неподалік від впадіння р. Студениці в Дністер. "Поперечник замку становив близько 70 м. В той період уціліли тільки нижні частини стін, викладені з вапняку на вапняно-глиняному розчині".
1981 року залишки замку разом зі селом Студениця затоплено водами Дністровського водосховища.

## Опис будови
Німецький мандрівник Ульріх фон Вердум 13 січня 1672 р., перебуваючи у Студениці записав, що замок знаходився на півночі містечка: "...замок на кшталт зірки, збудований з каменю. У межах його укріплень стоїть тільки дерев'яний будинок..."
У XVIII ст. замок мав вигляд мурованої споруди  у формі зірки з башнями по кутках. "Посередині був ринок, оточений кам'яними будинками, східного зразка. Посередині стояла ратуша, була церква грецька (руська) і вірменський костел; ...до міста в'їзд через дві брами, з заходу - Руська брама, зі сходу Вірменська брама..."